# Vampillia
Vampillia（ヴァンピリア）は、日本のロックバンド。自称10人＋αの「ブルータル・オーケストラ」。2005年頃関西で結成。

## メンバー
デス、ゲス、オペラによる3ボーカル、ツインヴァイオリン、ヴィオラ、ピアノ、ツインギター、ベース、DJ、ドラムには吉田達也、竜巻太郎、近田和久、吉川豊人も名を連ねる。2013年現在のドラマーは、RUINSの吉田達也、turtle islandの竜巻太郎である。

## 概要
2005年、大阪で結成。
animal collectiveのプロデューサーで知られるラスティ・サントスの熱烈なラブコールによりファーストアルバムの制作に入るが、完成には至っていない。
2008年、音源未リリースのまま、ツジコノリコと共にNYツアーを敢行。
2009年、ミニアルバム「Sppears」をリリース。収録曲『heyoah』には、田代まさしが出演している。
2010年、オーストラリアツアーを行う。
2011年、米Important Recordsと契約し、アルバム「Alchemic Heart」を全世界リリース。
同年、code666と契約、アルバム「Rule The World = Deathtiny Land」を全世界リリース。
世界最大の音楽見本市SXSWに参加、アメリカツアー、ヨーロッパツアーを行う。
2012年、カナダの轟音ユニット、Nadjaとのコラボレーションアルバム「The Primitive World」、
Mayhem、Sunn O)))のボーカリストであるAttila CsiharとのデモCD｢dottrue｣をリリース。
SXSWに参加、アメリカツアーを行う。
Lady Gagaの世界ツアーにも衣装を提供するCHRISTIAN DADAのコレクション音楽を手掛ける。
2013年、真部脩一が加入。
CHRISTIAN DADAのショーの音楽を担当。
μ-Ziqとのコラボ音源『Vampillia meets μ-Ziq』のフリー配信。
Nadja、Attila Csiharと共に、7カ国ヨーロッパツアーを行う。
英国最高峰音楽賞マーキュリー・プライズで「最優秀英国アルバム」を獲得したイギリスのバンドalt-Jの楽曲『Fitzpleasure』のリミックスを手がける。
四年ぶりの国内単独盤"hefner trombones vol.1"をリリース。続けて、Important recordsよりNadjaとのコラボ新作"The Perfect World"を全世界リリース。
ツジコノリコとのコラボ作品「endless summer」リリース。
クラークの新作"Feast/Beast"に"sea"remixが収録される。
「die you hard!」をTIME BOMB RECORDSとライブ会場限定リリース。収録曲がCHRISTIAN DADA 2014 Spring Summer Collectionに使用される。
瀬戸内国際芸術祭関連事業の為に楽曲「dizziness of the sun」を書き下ろす。
Virgin Babylon Records、キャンドルライト・レコードと契約、アルバムリリースを発表。
NHK高松放送局「ゆう6かがわ」、「MTV81」、「TOUCH!WOWOW2013～ひらけ!9Doors～」等、テレビ番組にも出演。
今後、Ben Frost、Valgeir Sigurdssonらと制作した1stアルバム「some nightmares take you aurola rainbow darkness」、Attila Csiharが参加する「gaudy monochrome」、Fennesz、クラーク、μ-Ziq,Lustmordらが参加する二枚組アルバム「a myth that wolves are dangerous to human」、DAKOTA SUITEとのコラボ作品、真部脩一プロデュースの日本語ロックアルバム、元SWANSのJarboe、CURRRENT93のデビット・チベット、元ARABSTRAPのエイダン・モファット、DAKOTA SUITEのクリス・フーソンらがボーカルで参加する「appeares」、ツジコノリコが全編でボーカルを務め、メルツバウも参加する「Romance」の海外リリースが予定されている。
また、あぶらだこの長谷川裕倫、戸川純、BiS、KralliceのMick Barrらが参加するアルバム「the divine move」が2014年4月9日に発売された。
ツジコノリコとのユニット「Vampillia with Tujiko Noriko」、Jarboeとのユニット、「Alchemic Heart」でも活動。
2014年3月8日公開の映画、『5つ数えれば君の夢』（主演：東京女子流）の劇中曲を担当。
SXSWに参加、アメリカツアーを行う。
CHRISTIAN DADAのショーで新曲が使用される。
また、「いいにおいのする」シリーズのイベントの主催者としても知られている。
2005年からの国内の活動において、BRAHMAN、戸川純、あぶらだこ、Phew、ヒカシュー、友川かずき、頭脳警察のPANTA、相対性理論、神聖かまってちゃん、メルトバナナ、大友良英、ミドリの後藤まりこ、ROLLY、SEX MACHINEGUNS、サカナクション、ヴィンセント・ギャロ、ビル・ラズウェル、バーニー・ウォーレル、赤い公園、BiS、ガガガSP、進行方向別通行区分らと共演。

## ディスコグラフィ
アルバム
- Alchemic Heart(2011/1/25)
- Rule The World = Deathtiny Land(2011/5/30)
- the divine move(2014/4/9)
- my beautiful twisted nightmares in aurora rainbow darkness(2014/4/23)
- Some Nightmares Take You Aurora Rainbow Darkness(2014/6/24)

ミニアルバム
- Sppears (2009/10/17)
- dottrue with Attila Csihar (2012/7/17)
- hefner trombones vol.1 (2013/8/26)
- endless summer with  ツジコノリコ (2013/9/4)
- die you hard! (2013/11/11)
- you should go first (2014/08/15)
- dusty nail(2015/1/1)

コラボレーションアルバム
- The Primitive World with Nadja (2012/3/4)
- The Perfect World with Nadja (2013/8/27)
- ɪmpəˈfɛkʃ(ə)n with Nadja (2014/6/20)

配信
- Vampillia meets μ-Ziq with μ-Ziq  (2013/5/5)
- Circle(2013/11/8)
- White Silence(2014/3/3)

## 参加作品
- 1.Alt-J 『Fitzpleasure (Remixes) Japan Only EP』  (2013/8/6)
  - 5. Fitzpleasure (Vampillia Remix)
- 2.クラーク 『Feast/Beast』(2013/9/16)
  - 14. Vampillia - Sea (Clark Remix)
- 3.V.A.『おとくち〜香川県観音寺市〜』(2013/10/5)
  - Vampillia「大野原 〜雄大な自然と豊稔池〜」
- 4.V.A.『『KINGDOM HEARTS トリビュートアルバム』(2015/03/25)

## 出演
テレビ
- NHK 高松放送局「ゆう6かがわ」
- MTV JAPAN「MTV81」
- BSデジタルWOWOW「TOUCH！WOWOW2013〜ひらけ！9Doors〜」